# Wampus
Wampus è un fumetto francese di genere horror e fantascientifico creato da Marcel Navarro, scritto da Franco Frescura e illustrato da Luciano Bernasconi.

## Trama
Wampus è un malvagio mostro alieno con la missione di distruggere la terra. Ha vari poteri tra i quali quello di cambiare forma e di emanare raggi di calore capaci di sciogliere i metalli. Durante le sue avventure Wampus provoca distruzioni in Francia, in Germania, negli Stati Uniti, in Giappone, in Inghilterra e in Spagna, sempre inseguito dall'agente segreto francese Jean Sten.

## Storia editoriale
il fumetto edito nel 1969 dall'editore Lug di Lyone in Francia è uscito per soli sei numeri, dopo i quali è la pubblicazione è stata interrotta a causa della censura francese. Nel 1985, sui numeri dal 230 al 233 della rivista Ombrax sempre dell'editore Lug è uscito il settimo episodio già pronto nel 1969, ma che non era stato possibile stampare per la chiusura della testata. Nel 2001 sono usciti ulteriori 7 episodi scritti da Jean-Marc Lofficier e disegnati sempre da Luciano Bernasconi che concludono la storia originale del 1969.
Nel 1969 il fumetto è stato pubblicato con cadenza mensile anche in Italia dalle edizioni Naka, con copertine originali di Alvaro Mairani e Karel Thole. Il fumetto è stato in seguito tradotto e pubblicato per il mercato inglese da Hexagon Comics.

## Episodi
Lista dei titoli dei sette episodi originali francesi del 1969
1. Wampus (1969)
2. Le dernier ricanement (1969)
3. Et vint le chaos (1969)
4. La grande explosion (1969)
5. Vu du pont (1969)
6. Toilette du bourreau (1969)
7. Le ciel est rouge (disegnato nel 1969, pubblicato nel 1985)